# Lamkruet
Lamkruet is een bestuurslaag in het regentschap Aceh Besar van de provincie Atjeh, Indonesië. Lamkruet telt 939 inwoners (volkstelling 2010).